# Gustaf Nordlund
Gustaf Adolf Nordlund, född 6 april 1852 i Liverpool, död 4 februari 1901 i Holmenkollen, var en svensk läkare. Han var son till sjökaptenen Olof Norlund och Anna Märta Danielsson.
Nordlund genomgick läroverket i Härnösand, utom sista klassen, och avlade mogenhetsexamen vid Stockholms gymnasium 1871. Han blev student vid Uppsala universitet 1872, medicine kandidat 1880, medicine licentiat 1887 och medicine doktor 1892 med avhandlingen Studier öfver främre bukväggens fascior och aponevroser hos menniskan. Han var tillförordnad prosektor i anatomi vid Uppsala universitet 1887–92 och extra ordinarie professor i detta ämne där från 1892. Han publicerade även föredraget Om menniskans upprätta stående kroppsställning (1894), och var ledamot av direktionen för Uppsala hospital och asyl från 1893.
Gift 1883 med Agnes Kristina Lindström (1857-1946). Barn: Sigrid (1885-1959), gift med professor Axel Hamberg (1863-1933), och Ivar (1887-1918).